# パスティーナ
小さなパスタ（イタリア語: Pastina）は、イタリア語で「小さいパスタ」という意味で、様々な形状で出来た、その名のとおり小さなピースでできたパスタである。 生産されているパスタのうちで、最も小さいタイプのものである。小麦粉が材料で、卵を含むこともある。典型的には、イタリア料理。 